# Куга, Роман Олегович
Рома́н Оле́гович Куга́ (19 декабря 1974 года, Красноярск) — российский футболист, защитник.

## Карьера футболиста
Начинал заниматься футболом в спортивной школе «Авангард» и красноярской ДЮСШ. В 1994 году молодой защитник стал футболистом «Металлурга», сыграв в первом же сезоне 28 матчей. В красноярском клубе провёл три полноценных сезона, выйдя на поле в 89 матчах, и помог «Металлургу» выйти в первую лигу в 1995 году.

В 1997 году перешёл в ижевский «Газовик-Газпром», выступавший в первом дивизионе. За два года сыграл 50 матчей в составе ижевчан. Сам Куга так вспоминал ижевский этап карьеры:
— Сначала в Ижевск поехал Александр Кишиневский. А у нас в «Металлурге» в тот момент как раз развал происходил, ну, или, может, не совсем развал, но будущее клуба было туманным. И Александр Анатольевич нас забрал к себе, в Ижевск — меня и Момотова. Кишиневский вроде неплохо работал в «Газ-Газе», но потом вдруг его убрали, и среди тренеров началась настоящая чехарда. Связана она была с тем, что президент клуба Тумаев был тогда склонен сразу выйти в высшую лигу, но ничего не получилось. И он решил повторить на следующий год, пригласил Шевченко, а потом пошло-поехало: тренеры стали меняться, а результаты — ухудшаться. В общем, дальше оставаться там не было смысла….
 В 1999 году вернулся в родной «Металлург», где прочно закрепился в основном составе. За семь лет провёл за красноярский клуб 206 матчей и забил 12 мячей. Начало сезона 2006 года защитник отыграл в Красноярске, после чего до конца года уехал в братский «Сибиряк», где и завершил свою профессиональную карьеру.
С 2007 по 2010 год играл в любительских клубах Дальнего Востока. В 2011 году футболист вернулся в Красноярск, где вместе с Александром Кишиневским принял участие в создании футбольного клуба «Реставрация». Сейчас Куга играет в чемпионате Красноярского края по футболу.

## Достижения
- Победитель зоны «Восток» второго дивизиона чемпионата России: 1995, 2005 (2)